# Hugo Vlugter
Hugo Vlugter (Rotterdam, 22 november 1903 - Loenen aan de Vecht, 10 oktober 1978) was een Nederlands waterbouwkundige, grotendeels werkzaam in Nederlands-Indië.

## Levensloop
Op 8 februari 1928 huwde Vlugter in Rotterdam met de toen 19-jarige Adriana (Jeanne) den Hartog. In 1927 studeert hij af aan de Technische Hogeschool in Delft, en op 22 februari 1928 vertrok hij met zijn vrouw met het ms. Patria naar Nederlands Indië. Hij wordt als ir. 3e klasse aangesteld bij Burgerlijke en Openbare Werken met als standplaats Semarang. Hij werd daar hoofd van het waterbouwkundig Laboratorium, dat hij feitelijk moest opbouwen. Dit was met name een veldlaboratorium om verschillende irrigatiesystemen te onderzoeken.
In  mei  1929 wordt hij lid van de Vereeniging van Waterstaatsingenieurs in Ned.-Indië, en snel daarna publiceert hij artikelen in het tijdschrift van de vereniging, De Waterstaatsingenieur.
Gedurende de Japanse bezetting van Indië wordt hij geïnterneerd. In Indonesië vervolgt hij na de oorlog zijn werk bij Openbare Werken tot zijn pensioen in 1953.
Op 2 mei 1952 werd Vlugter benoemd tot Ridder in de Orde van Nederlandse Leeuw.

## Het waterbouwkundig laboratorium

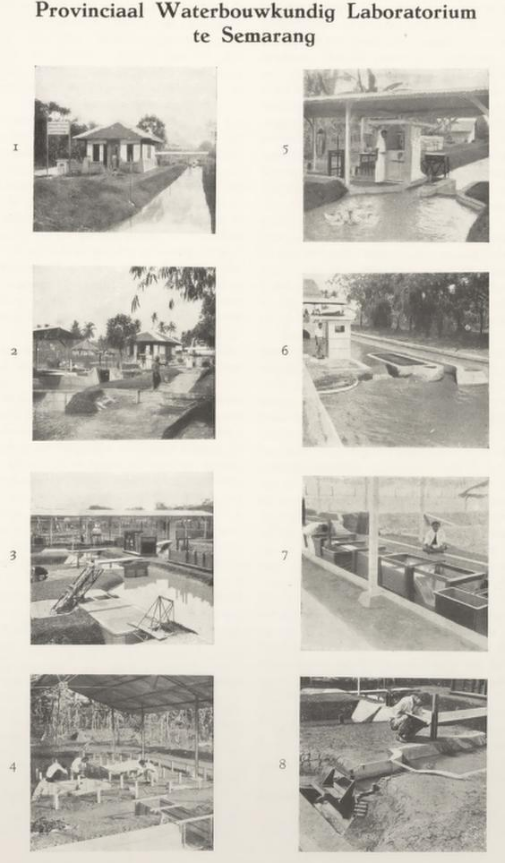
Overzicht van het Veldlaboratorium te Semarang

In Semarang heeft Vlugter veel onderzoek gedaan naar het ontwerp van stuwen voor het inlaten van een (regelbare) hoeveelheid water in de tertiaire watergangen, feitelijk om de hoeveelheid water in de sawa’s te reguleren. Hiervoor werden veelal Cipolettistuwen, en ook nog wel stuwen van het systeem Crump de Gruyter gebruikt. Bij kleine debieten zijn deze system hoogst onnauwkeurig. Belangrijk daarbij was de robuustheid en de eenvoudige bediening. In deze periode ontwierp hij daarvoor een regelbaar meetsysteem. Tot dat moment werd het debiet bepaald met een meetstuw met een vaste overstort. In laboratoriumomstandigheden werkt dit goed, maar het is niet geschikt voor gebruik van het regelen van de toevoer van water naar de sawa's. Deze stuw had wel als bezwaar dat er twee schuiven bediend moesten worden. Een paar jaar later is ir. Romijn met het voorstel gekomen om de configuratie iets te veranderen, waardoor de bediening een stuk eenvoudiger werd. Dit model regelwerk is ook uitgebreid getest door Vlugter in het laboratorium in Semarang en bleek goed te werken. Dit model is in de literatuur bekend als de Romijnstuw. Later heeft Vlugter ook een versie ontwikkeld die automatische het debiet kan regelen en zorgt voor een constante bovenwaterstand. Dit systeem wordt meestal een Vlugterstuw genoemd. Van deze automatische stuw bestaat veel varianten, en deze zijn veel toegepast in Indonesië. 

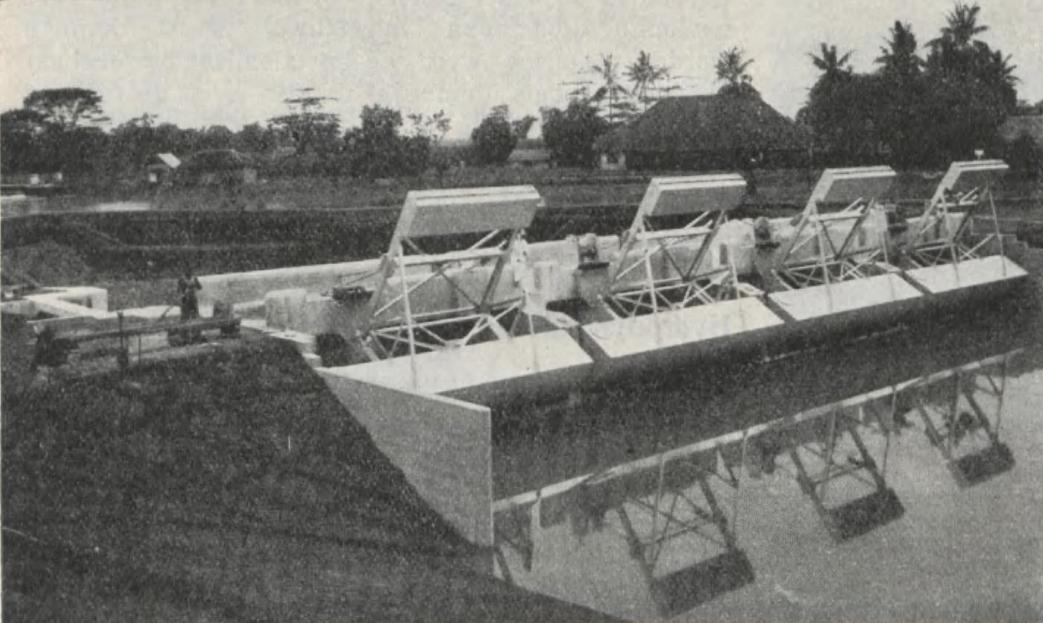
Automatische Vlugterstuw

Daarnaast heeft Vlugter in zijn laboratorium veel onderzoek gedaan naar woelbakken, om de energie bij banjirs gecontroleerd te dissiperen, bijv. bij de Penjalin-overlaat.

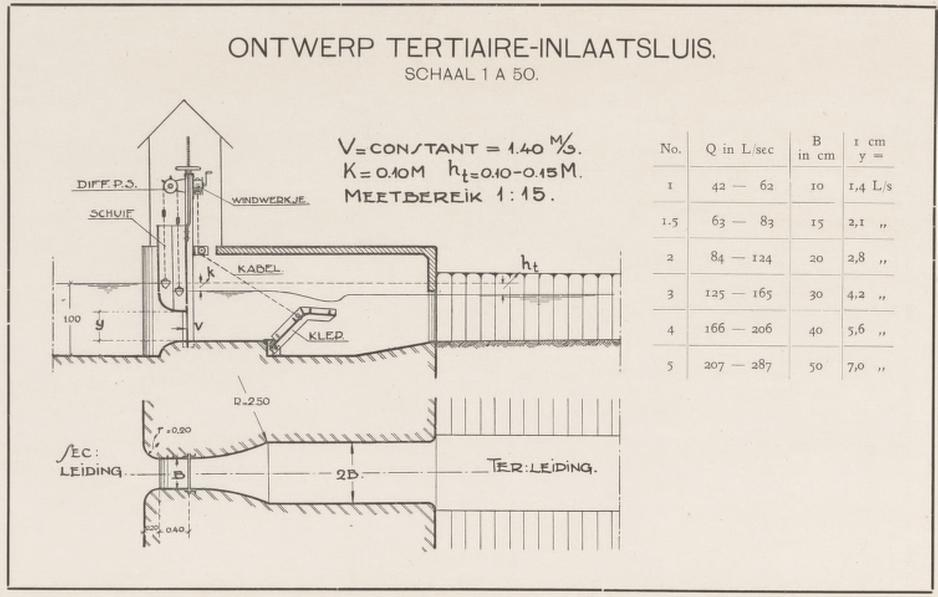
Schema van de meetstuw voor irrigatiesystemen

## Na de oorlog
Na de oorlog is Vlugter weer naar Nederlands Indië gegaan (na een kort bezoek in de zomer van 1946 aan de Verenigde Staten met de SS Noorddam naar New York) en heeft zijn werk bij Openbare Werken weer opgepakt. In maart 1949 wordt bij benoemd tot buitengewoon hoogleraar (= deeltijd hoogleraar) bij de TH Bandung. Kort daarna wordt hij voltijdshoogleraar in Bandung, Hij wordt hij op 5 augustus 1950 benoemd tot decaan van de Technische Hogeschool. Hij blijft tot aan zijn pensionering op 28 augustus 1953 hoogleraar aan de Technische Hogeschool in Bandung. In augustus 1953 gaat hij met de “Oranje” terug naar Nederland. Hij wordt in Bandung opgevolgd door ir. Soetodjo. In de periode als voorzitter van de technische faculteit, feitelijk decaan van de TH Bandung, heeft hij een belangrijke rol gespeeld bij de Indonesianisatie  van onderwijs aan de TH Bandung. In deze periode had hij grote problemen op het gebied van de omvang van het docentenkorps op te lossen. Veel buitenlandse (Nederlandse) docenten vertrokken, terwijl het aantal studenten explodeerde.
Na zijn pensionering vertrok hij naar Nederland, waar hij adviseur werd van de Grontmij. In dat kader werd hij samen met ir. H.J. Schoemaker en  G.A.J. van der Goor uitgezonden in Nedeco-verband voor verbetering van de irrigatie in de zuidelijke Keduvlakte.
Op 9 jan 1955 1955 werd hij aangesteld als adviseur van de Colombiaanse regering voor irrigatieproblemen.